# Jon Hustad

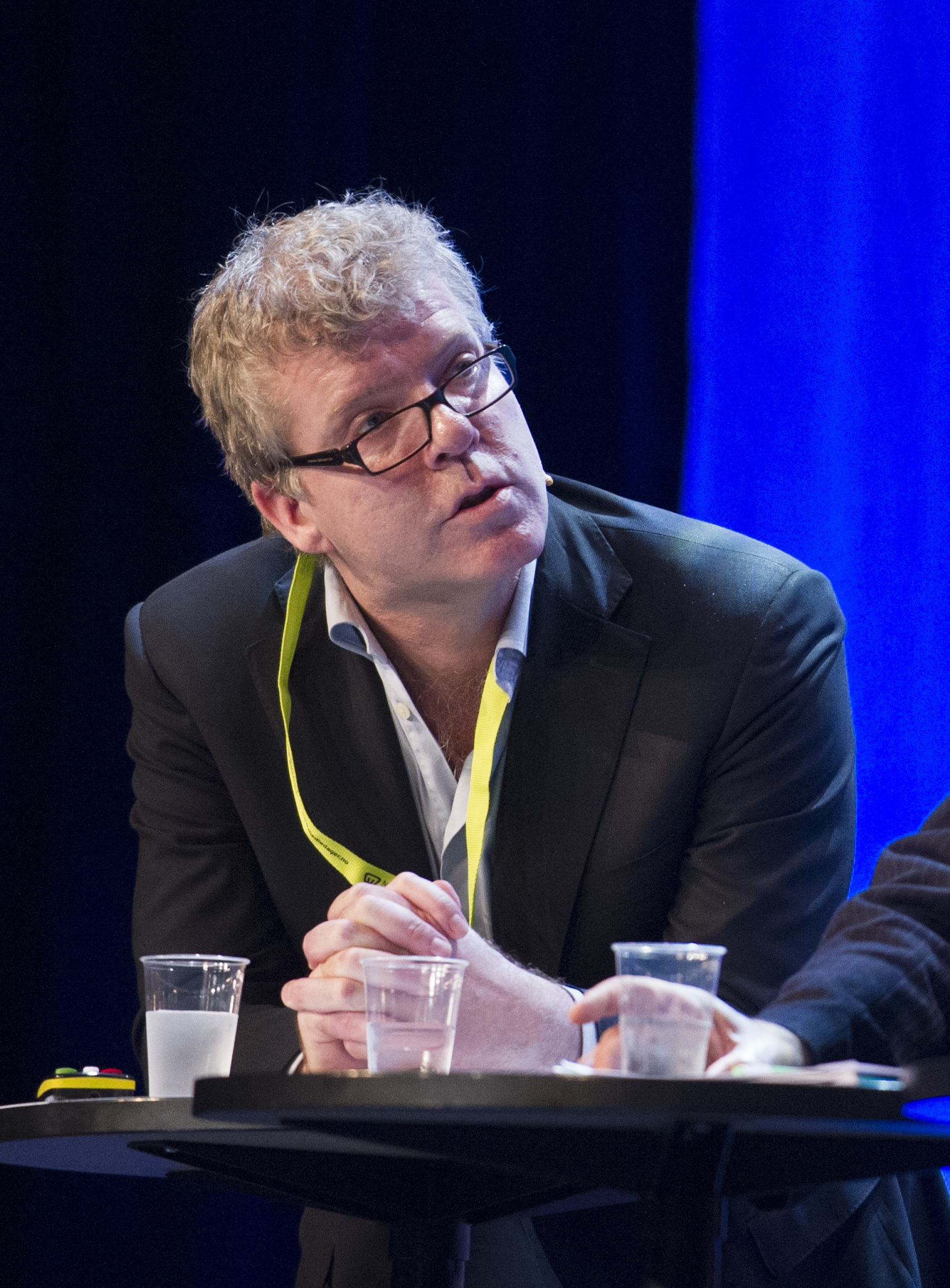
Jon Hustad, 2016

Jon Ottar Hustad (* 25. März 1968 in Ørsta; † 12. Oktober 2023) war ein norwegischer Journalist und Autor.
Hustad wuchs in der Provinz Møre og Romsdal auf. Er studierte Geschichte an der Universität Oslo mit dem Schwerpunkt auf die amerikanische China-Politik nach dem Koreakrieg. Hustad arbeitete als Journalist bei Klassekampen und als Redakteur beim Morgenbladet und zuletzt als Journalist bei Dag og Tid und Moderator von „Harde fakta“ auf TV2.

## Auszeichnungen
- 2002: Ole Vig-prisen[2][5]
- 2016: Kulturdepartementet sin nynorskpris for journalistar[3][1]

## Werke (Auswahl)
- Skolen som forsvann, 2002, ISBN 9788252160901
- Hjørundfjorden, 2005, ISBN 9788252166354
- Varsleren, 2006, ISBN 9788243003668
- Gjeldsslaven Europa, 2012, ISBN 9788279901259
- Partiguiden, 2013, ISBN 9788293437048
- Farvel Norge, 2013, ISBN 9788282650816